# Podabrus circumangulatus
Podabrus circumangulatus is een keversoort uit de familie soldaatjes (Cantharidae). De wetenschappelijke naam van de soort werd in 2000 gepubliceerd door Kang & Kim.